# Internationale Friedensfahrt 1997
Die 50. Internationale Friedensfahrt (Course de la paix) war ein Straßenradrennen, das vom 9. bis 18. Mai 1997 ausgetragen wurde.
Die 50. Auflage der Internationalen Friedensfahrt bestand aus 10 Einzeletappen und führte auf einer Gesamtlänge von 1594 km von Potsdam über Rybnik nach Brno. Mannschaftssieger war Deutsche Telekom. Der beste Bergfahrer war Christian Henn aus der Mannschaft Deutsche Telekom.
Insgesamt waren 113 Fahrer am Start.
Teilnehmer waren:
| Teams                                 | Nationen           |
| ------------------------------------- | ------------------ |
| Deutsche Telekom ( Deutschland)       | Deutschland        |
| Amore Vita ( Italien)                 | Italien            |
| Cantina Tollo-Carrier ( Italien)      | Südafrika          |
| Saturn ( Vereinigte Staaten)          | Österreich         |
| Vosschemie Tönnisteiner ( Ukraine)    | Vereinigte Staaten |
| ZVVZ-Giant ( Tschechien)              | Polen              |
| Lada CSKA Samara ( Russland)          | Tschechien         |
| Mroz ( Polen)                         | Slowakei           |
| Agro Adler Brandenburg ( Deutschland) | Moldau             |
| Team Bunte Berte ( Deutschland)       |                    |

## Details
| Ergebnis | Ergebnis         | Ergebnis      | Ergebnis      | Ergebnis |
| -------- | ---------------- | ------------- | ------------- | -------- |
| Erster   | Steffen Wesemann | ø 39,6 km/std | Telekom ()    |          |
| Zweiter  | Christian Henn   |               | Telekom ()    |          |
| Dritter  | Jens Voigt       |               | ZVVZ Giant () |          |

| Etappe     | Start – Ziel             | Etappensieger                        | Etappen- länge | Fahrzeit |
| ---------- | ------------------------ | ------------------------------------ | -------------- | -------- |
| 0Eröffnung | Kriterium in Potsdam     | Steffen Wesemann Telekom ()          |                |          |
| 01. Etappe | Potsdam – Magdeburg      | Jaczek Mickiewicz Mroz ( Polen)      | 148 km         | 3:53:13  |
| 02. Etappe | Wernigerode – Freyburg   | Steffen Wesemann Telekom ()          | 173 km         | 4:09:45  |
| 03. Etappe | Freyburg – Dresden       | Steffen Wesemann Telekom ()          | 188 km         | 4:41:32  |
| 04. Etappe | Bautzen – Nowa Ruda      | Marcin Gebka Polen                   | 224 km         | 5:16:17  |
| 05. Etappe | Paczków – Rybnik         | Jaczek Mickiewicz Mroz ( Polen)      | 161 km         | 3:54:01  |
| 06. Etappe | Ustroń – Żywiec          | Christian Henn Telekom ()            | 165 km         | 4:23:23  |
| 07. Etappe | Prudnik – Praděd         | Steffen Wesemann Telekom ()          | 135 km         | 4:01:40  |
| 08. Etappe | Opava – Pustevny         | Nikolai Koudriawtsew LAS ( Russland) | 184 km         | 5:05:00  |
| 09. Etappe | Valašské Meziříčí – Brno | Steffen Blochwitz AAB ( Deutschland) | 166 km         | 3:53:26  |
| 10. Etappe | Einzelzeitfahren in Brno | Thomas Liese Deutschland             | 050 km         | 1:04:38  |